# Danielle DeGruttola
Danielle S. DeGruttola (* 6. September 1968 in Boston) ist eine amerikanische Improvisationsmusikerin (elektrisches und akustisches Violoncello) und Komponistin.

## Leben und Wirken
DeGruttola wuchs in einer musischen Familie auf; ihre Mutter war Keramikerin und Malerin, ihr Vater Kunsthistoriker. Im Alter von neun Jahren begann sie mit dem Cellospiel und erhielt klassischen Unterricht; dabei studierte sie von 1982 bis 1986 am New England Conservatory of Music. Dann absolvierte sie ihren Bachelor am Smith College mit Cum laude. Ab 1990 studierte sie mit dem Schwerpunkt auf Jazzcello am Berklee College of Music und am Center of New Music and Audio Technology, um am Mills College mit dem Master in elektronischer Musik und Aufnahmemedien abzuschließen.
Bereits während des Studiums begann DeGruttola, Improvisation und elektronische Musiksynthese zu erforschen. Sie ist auf Aufführungen zeitgenössischer Musik spezialisiert, arbeitete mit dem San Francisco Composers Chamber Orchestra und hat mit Elektronik und Computern interaktive Cello- und elektronische Musikstücke entwickelt. Zudem wirkte sie in Virtual-Reality-Projekten mit der Künstlerin Claudia Hart und dem Komponisten Edmund Campion mit.
DeGruttola nahm mit Henry Kaiser und Miya Masaoka 1996 das Album The Seance auf; Kaiser und Paul Plimley beteiligten sie an ihrem Album Passwords (1999). Sie wurde beauftragt, Teile der Filmmusik für Werner Herzogs Filme Grizzly Man (2005) und Begegnungen am Ende der Welt (2007) zu schaffen; neben Herzog trat sie im Dokumentarfilm In the Edges: The Grizzly Man Sessions auf. Gemeinsam mit Richard Thompson hat sie mehrere Stücke für diese Filme und die Fernsehserie The Grizzly Man Diaries (seit 2008) geschrieben. Des Weiteren hat sie mit Improvisationsmusikern wie Cecil Taylor, David Lindley, John Oswald, Jim O’Rourke, Buckethead, Bob Bralove, Lukas Ligeti, Michael Manring, Tania Chen, Soo-Yeon Lyuh und Wu Na gearbeitet. Sie ist außerdem auf Alben von Jay Cloidt/Amanda Moody, Dave Tucker West Coast Project, Sextessense und The American Jungle Orchestra zu hören.